# Rezerwat przyrody Dolina Rzeki Brdy
Rezerwat przyrody Dolina Rzeki Brdy – rezerwat krajobrazowy o powierzchni 1691,65 ha, położony w województwie kujawsko-pomorskim w powiecie tucholskim, gminach: Tuchola, Gostycyn i Cekcyn.
Obszar rezerwatu podlega ochronie ścisłej, czynnej i krajobrazowej.

## Lokalizacja
Pod względem fizycznogeograficznym rezerwat znajduje się w mezoregionie Dolina Brdy. Zajmuje teren wzdłuż rzeki Brdy, od Woziwody na północy do miejscowości Piła-Młyn na południu.
Rezerwat jest położony w obrębie Tucholskiego Parku Krajobrazowego, na terenie nadleśnictw: Tuchola (1348,13 ha) i Woziwoda (343,52 ha).

## Historia
Rezerwat został utworzony na podstawie Zarządzenia Ministra Ochrony Środowiska, Zasobów Naturalnych i Leśnictwa z dnia 12 września 1994 r.

## Charakterystyka
Najważniejszym elementem ochrony w rezerwacie jest rzeka Brda, która rozcina głęboką doliną pola piasków sandrowych. Celem ochrony jest zachowanie ze względów naukowych, dydaktycznych, krajobrazowych i turystycznych doliny rzeki Brdy o wyjątkowych walorach przyrodniczo-krajobrazowych.
Dolina posiada system teras, odcinki przełomowe o założeniu rynnowym oraz z reguły strome, wysokie zbocza. Linia nurtu kształtuje się w wyniku erozji brzegów, akumulacji niesionego materiału oraz zarastaniu koryta roślinnością wodną.
Teren doliny Brdy jest bardzo urozmaicony pod względem rzeźby terenu oraz siedlisk przyrodniczych. Charakterystycznymi elementami krajobrazu są meandry, starorzecza, kępy i łachy rzeczne. Na brzegach występują strome skarpy, urwiska, głazowiska oraz wywroty przegradzające koryto rzeki.
Wzdłuż Brdy występują zróżnicowane zbiorowiska leśne. Do najbardziej naturalnych należą łęgi olszowe i wiązowe, a oprócz tego występują m.in.: bory sosnowe, subkontynentalne bory świeże oraz grądy zboczowe i subkontynentalne.
Na obszarze rezerwatu znajdują się liczne pomniki przyrody oraz stanowiska roślin chronionych. Występują tu m.in.: podkolan biały, gnieźnik leśny, listera jajowata, jarząb brekinia i inne.
Rezerwat jest również ostoją wielu rzadkich zwierząt. Stwierdzono 25 gatunków ryb, 7 gatunków płazów, 5 gadów, 117 ptaków i 40 gatunków ssaków. Do najcenniejszych należą m.in.: pstrąg potokowy, bocian czarny, koza, gągoł, tracz nurogęś, trzmielojad, kania czarna, kania ruda, myszołów, rybołów, kobuz, derkacz, brodziec samotny, zimorodek, pliszka górska, borowiaczek, bóbr, wydra.

## Turystyka
Przez rezerwat przebiegają szlaki turystyczne:
- szlaki piesze:
  -  szlak turystyczny "Brdy": Bydgoszcz Brdyujście – Sokole-Kuźnica – Świt – Rytel – Swornegacie
  -  szlak turystyczny "im. B. Nowodworskiego": Tuchola – Cekcyn
- szlaki rowerowe:
  -  szlak Gołąbkowy (lokalny): Cekcyn – Woziwoda – Cekcyn
  - szlak GreenWay – Naszyjnik Północy
  -  BY-6001n : Bydgoszcz – Chojnice
  -  lokalny szlak "Do Piekiełka nad Brdą" CTU – 208y: Cekcyn-Świt-Cekcyn.
- szlaki kajakowe:
  - odcinek rzeki Brdy leżący na obszarze rezerwatu Dolina Rzeki Brdy należy do jednych z najbardziej uczęszczanych szlaków turystyki kajakowej na tej rzece. Jest to jednocześnie odcinek najtrudniejszy z licznymi utrudnieniami w postaci leżących w korycie rzeki głazów i powalonych drzew.